# Айхберг (Штирия)
Айхберг (нем. Eichberg) — коммуна (нем. Gemeinde) в Австрии, в федеральной земле Штирия.
Входит в состав округа Хартберг. Занимает площадь 18,65 км².

## Политическая ситуация
Бургомистр коммуны — Петер Уль (АНП) по результатам выборов 2010 года.
Совет представителей коммуны (нем. Gemeinderat) состоит из 15 мест.
- АНП занимает 11 мест.
- СДПА занимает 2 места.
- АПС занимает 2 места.